# مارتن فيتزموريس
مارتن فيتزموريس (بالإنجليزية: Martin Fitzmaurice)‏ هو حكم ورئيس تشريفات بريطاني، ولد في 3 يونيو 1940 في كنزينغتون في المملكة المتحدة، وتوفي في 14 أبريل 2016.

## وصلات خارجية
- مارتن فيتزموريس على موقع IMDb (الإنجليزية)
- مارتن فيتزموريس على موقع قاعدة بيانات الفيلم (الإنجليزية)